# Idomeni
Idomeni (in greco: Ειδομένη), conosciuto prima del 1926 come Sechovo (in greco: Σέχοβο, e in bulgaro/macedone: Сехово), è una frazione del comune di Paionia, dell'unità periferica di Kilkis della Macedonia Centrale, in Grecia.
Il villaggio si trova a un'altitudine di 65 m s.l.m., ai piedi della collina Kouri, sulla riva occidentale del fiume Vardar, presso il confine con la Repubblica di Macedonia.

## Storia
L'antico nome del villaggio era Sechovo o Seovo (in greco, rispettivamente: Σέχοβο o Σέοβο) ed è stato rinominato nel 1936, utilizzando il nome della città dell'Antica Grecia di Idomeni, che si trovava presso l'attuale villaggio.
Durante la guerra greca di indipendenza, nel 1821, gli abitanti di Sechovo/Idomene si ribellarono contro le autorità ottomane, sotto la guida del rivoluzionario padre Zafirios Stamatiades. Le autorità militari ottomane ebbero dunque l'ordine di distruggere il villaggio, nel 1824, come ritorsione per la partecipazione alla rivolta. Dal 1870 fino alle guerre balcaniche, il villaggio di Sechovo è stato teatro di numerosi conflitti tra greci e bulgari. Nel libro Ethnographie des Vilayets d'Adrianople, de Monastir et de Salonique”, pubblicato a Costantinopoli nel 1878, che riflette le statistiche della popolazione maschile nel 1873, Seovo è stato notato come un villaggio con 85 famiglie e 394 abitanti bulgari. Dopo la guerra russo-turca (1877-1878) la scuola bulgara in Sehovo è stata chiusa da greco metropolita in Strumica.
Nel corso della rivoluzione macedone del 1878, nata a causa della Pace di Santo Stefano, gli abitanti di Idomeni hanno preso parte alla formazione di gruppi ribelli armati sotto Dellios Kovatsis, Stogiannis (Stoikos) Stoides e Nicolaos Stoides. Grande è stata, infine, la partecipazione, durante la Lotta Macedone, degli abitanti del villaggio di Sechovo/Idomene con lo schieramento greco, guidato da personalità come Georgios Stamatiades. con il figlio Zafirios Stamatiades Papazafiriou e i nipoti Georgios Papazafiriou e Gregorios Papazafiriou, e come Stylianos Kovatsis. Una divisione di Organizzazione Rivoluzionaria Interna Macedone (VIMRO) è stata fondata nel 1895-1896. Molti degli abitanti di Sechovo hanno scelto di combattere dalla parte bulgara, come ad esempio voivoda di IMRO Argir Manasiev (1872-1932), Dimitar Dzuzdanov (1887-1929), Grigor Totev (1868-1934), Gono Balabanov e altri.

### Crisi europea dei migranti
A partire dal 2014, i rifugiati scappati dalla guerra civile in Siria, ma anche dall'Afghanistan, dal Pakistan e da altri paesi del Medio Oriente, hanno cominciato a recarsi a Idomeni per attraversare il confine greco ed entrare nella Repubblica di Macedonia. La Macedonia, assieme alla Serbia, è uno dei paesi che fanno parte della cosiddetta "rotta balcanica", che i migranti intendono attraversare per giungere in Germania e nei paesi del Nord Europa, come la Svezia. Questa rotta viene preferita dai migranti perché attraversa paesi che non fanno parte dell'Area Schengen e, quindi, in caso di arresto da parte delle autorità serbe, i rifugiati vengono spediti al confine croato o ungherese (che si trovano più vicino ai paesi di destinazione desiderati), anziché in Grecia, che si trova molto più a sud.
Nel 2015, la Macedonia ha deciso di chiudere le proprie frontiere meridionali, pattugliandolo con le forze militari, con l'obiettivo di impedire ai migranti l'ingresso di massa nella ex-repubblica jugoslava, limitando gli ingressi a poche centinaia di persone solamente di nazionalità siriana. Questa decisione è stata presa a seguito del provvedimento analogo compiuto della Serbia.
Questa situazione ha provocato una crisi umanitaria in Grecia, e Idomeni si è trasformata in un grande campo profughi che accoglie ogni giorno sempre più persone che intendono attraversare il confine in direzione nord.
Nel marzo 2016 la crisi migratoria raggiunge una situazione insostenibile, il campo profughi arriva a raggiungere una quantità di migranti ospitati 10 volte il numero di capienza massima con conseguente chiusura della frontiera da parte della Macedonia. Ciò provoca l intervento dell'UE e dell'UNHCR e di organizzazioni umanitarie come Medici Senza Frontiere.
Il 24 maggio 2016, la polizia ellenica ha cominciato lo sgombero del campo profughi di Idomeni. Le operazioni sono iniziate all'alba e sono condotte di fronte a più di mille poliziotti greci, in loco solo come misura precauzionale. I profughi che abitavano presso l'accampamento sono stati trasferiti in campi di accoglienza nel nord del Paese: solo accettando tale trasferimento i profughi possono ottenere una proroga di un mese del permesso di soggiorno provvisorio.

## Infrastrutture e trasporti
Presso il villaggio si trova la stazione di Idomeni, stazione di confine attraversata da treni che viaggiano lungo la ferrovia Salonicco - Skopje - Belgrado, e quindi dai treni che viaggiano verso il nord e centro Europa.